# Španska kolonialna arhitektura
Španska kolonialna arhitektura predstavlja španski kolonialni vpliv na mesta in kraje Novega sveta in Vzhodne Indije, kar je še vedno vidno tako v stavbah kot v vidikih načrtovanja ohranjenih današnjih mest. Ta dva vidna vidika mesta sta povezana in se dopolnjujeta. Indijski zakoni iz 16. stoletja so vključevali določbe za ureditev novih kolonialnih naselij v Ameriki in drugod.
Da bi dosegli želeni učinek navdihujočega strahospoštovanja med avtohtonimi ljudstvi v Ameriki in ustvarili čitljivo in vojaško obvladljivo pokrajino, so zgodnji kolonizatorji novo arhitekturo uporabili in postavili v načrtovane mestne krajine in misijonska oporišča.
Nove cerkve in misijonske postaje so si na primer prizadevale za največji učinek v smislu vsiljevanja in prevlade okoliških stavb ali podeželja. Da bi bilo to mogoče, so morale biti strateško locirane - v središču mestnega trga (plaza) ali na višji točki v pokrajini. Ti elementi so pogosti in jih najdemo tudi v skoraj vseh mestih v Španiji.
Španski kolonialni slog arhitekture je prevladoval v zgodnjih španskih kolonijah Severne in Južne Amerike, nekoliko viden pa je bil tudi v drugih kolonijah. Včasih ga zaznamuje kontrast med preprosto, trdno konstrukcijo, ki jo zahteva novo okolje in baročnim okrasjem, izvoženim iz Španije.
Mehika kot središče Nove Španije - in najbogatejše province španskega kolonialnega imperija - ima nekaj najbolj znanih stavb, zgrajenih v tem slogu. Z devetindvajsetimi lokacijami ima Mehika na Unescovem seznamu svetovne dediščine več območij kot katera koli druga država v Ameriki, od katerih se številna ponašajo z najbogatejšo špansko kolonialno arhitekturo. Nekatera najbolj znana mesta v Mehiki, zgrajena v kolonialnem slogu, so Puebla, Zacatecas, Querétaro, Guanajuato in Morelia.
Zgodovinsko središče Ciudad de Mexico je mešanica arhitekturnih slogov od 16. stoletja do danes. Metropolitanska stolnica - zgrajena med letoma 1563 in 1813 v različnih slogih, vključno renesanca, barok in neoklasicizem. Bogata notranjost je večinoma baročna. Drugi primeri so  Palacio Nacional, lepo obnovljen Palacio de Iturbide iz 18. stoletja, Casa de los Azulejos iz 16. stoletja - oblečena v modro-bele ploščice talavera iz 18. stoletja in še veliko več cerkva, muzejev in palač elite.
V poznem 17. stoletju do leta 1750 je bil eden najbolj priljubljenih mehiških arhitekturnih slogov mehiški churriguerizem. Te stavbe so bile zgrajene v ultrabaročnem, fantastično ekstravagantnem in vizualno frenetičnem slogu.
Antigva Gvatemala v Gvatemali je tudi znana po dobro ohranjeni španski kolonialni arhitekturi, predvsem baročni arhitekturi, pod vplivom mudéjarja, pa tudi po številnih spektakularnih ruševinah kolonialnih cerkva iz 16. stoletja. Uvrščena je na seznam Unescove svetovne dediščine.
Ciudad Colonial (kolonialno mesto) Santo Domingo v Dominikanski republiki, ustanovljeno leta 1498, je najstarejše evropsko mesto v Novem svetu in odličen primer tega arhitekturnega sloga. Pristanišče Cartagena v Kolumbiji, ustanovljeno leta 1533, in Santa Ana de Coro v Venezueli, ustanovljeno leta 1527, sta še dve Unescovi lokaciji svetovne dediščine, ki ohranjata nekaj najboljših španskih kolonialnih arhitektur na Karibih. San Juan so Španci ustanovili leta 1521, kjer lahko najdemo špansko kolonialno arhitekturo, kot je zgodovinski hotel El Convento. Tudi Stari San Juan s svojim obzidanim mestom in zgradbami (od leta 1521 do začetka 20. stoletja) je zelo dober primer in v odličnem stanju.
St. Augustine, Florida, prvo stalno naseljeno mesto v Severni Ameriki, je bilo ustanovljeno leta 1565. Od leta 1598 je lomljenje kamna coquina z otoka Anastasia prispevala k novemu kolonialnemu slogu arhitekture v tem mestu. Coquina je apnenčast konglomerat, ki vsebuje majhne lupine mehkužcev. Uporabljali so ga pri gradnji stanovanjskih domov, mestnih vrat, stolnice, bazilike, Castillo de San Marcos in trdnjave Matanzas.
Po navedbah Unesca ima Quito v Ekvadorju kljub več potresom največje, najbolje ohranjeno in najmanj spremenjeno zgodovinsko središče (320 hektarjev) v Latinski Ameriki. Bilo je prvo mesto, ki je bilo leta 1978 vključeno na seznam Unescove svetovne dediščine, skupaj s Krakovim na Poljskem. Zgodovinsko okrožje tega mesta je edino največje in najbolje ohranjeno območje španske kolonialne arhitekture na svetu.

## Zgodovina mreže mest v Novem svetu
Zamisel o postavitvi mesta v mrežni obliki ni edinstvena za Špance. Tako načrtovanje se zasledi že v nekaterih starodavnih civilizacijah, zlasti v starih mestih Aztekov in Majev, pa tudi pri starih Grkih in Rimljanih. [4] Idejo je širilo osvajanje rimskega cesarstva, njegove ideje pa so prevzele druge civilizacije. Popularizirali so ga v različnih korakih in na različnih ravneh skozi celotno renesanso - Francozi so gradili mrežam podobne vasi (ville-neuves) in Angleži pod kraljem Edwardom I. prav tako. Kljub svoji očitni vojaški prednosti in kljub poznavanju mestnega načrtovanja so španska naselja v Novem svetu dejansko amforfno rasla približno tri do štiri desetletja, preden so se kot načini organizacije prostora obrnili na omrežja in mestne načrte. V nasprotju z veliko poznejšimi ukazi o postavitvi mesta, Ferdinand II. ni dal posebnih navodil za gradnjo novih naselij na Karibih. Nicolasu De Ovandu je leta 1501 dejal naslednje:
»Ker je na otoku Española treba zgraditi naselja, od tu naprej ni mogoče dati natančnih navodil, raziščite možne lokacije in v skladu s kakovostjo zemljišč ter sedanjim prebivalstvom zunaj sedanjih naselij vzpostavite naselja v številu in na krajih, ki se vam zdijo primerni«.

## Mačrtovanje mesta:kraljevi odlok
Leta 1513 so monarhi napisali sklop smernic, ki so določale vedenje Špancev v Novem svetu, kot tudi Indijcev, ki so jih tam našli. Kar zadeva urbanistično načrtovanje, so ti odloki vsebovali podrobnosti o prednostni lokaciji novega mesta in njegovi lokaciji glede na morje, gore in reke. Podrobno so opisali tudi obliko in mere osrednjega trga, pri čemer so upoštevali razmik za namene trgovine in razmik za prireditve ali celo vojaške operacije - priložnosti, ki so vključevale jahanje. Poleg določitve lokacije cerkve, orientacije cest, ki vodijo na glavni trg in širine ulice glede na podnebne razmere, so smernice določale tudi vrstni red gradnje mesta.
»Gradbene parcele in na njih postavljeni objekti naj bodo postavljeni tako, da lahko v dnevnih sobah uživate v zraku z juga in s severa, ki sta najboljši. Vse mestne domove je treba načrtovati tako, da lahko služijo kot obramba ali trdnjava pred tistimi, ki bi lahko poskušali ustvariti nemire ali zasesti mesto. Vsaka hiša mora biti zgrajena tako, da je v njej mogoče hraniti konje in domače živali, dvorišča in hlevi pa morajo biti čim večji za zagotavljanje zdravja in čistoče«.

## La Traza
Traza ali postavitev je bila vzorec, na katerem so bila zgrajena španskoameriška mesta v kolonialni dobi. V središču španskih kolonialnih mest je bil osrednji trg - plaza - z glavno cerkvijo, zgradbo mestnega sveta (cabildo), rezidencami glavnih civilnih in verskih uradnikov ter rezidencami najpomembnejših prebivalcev (vecinos) mesta, zgrajenega tam. Tudi glavna podjetja so bila okoli tega osrednjega tlorisa. Od glavnega trga so sevale ulice pod pravim kotom, mreža, ki se je lahko razširila, ko je naselje raslo, ovirala pa ga je le geografija. Približno tri desetletja po kolonizaciji Novega sveta so konkvistadorji začeli graditi in načrtovati mesta v skladu z zakoni, ki so jih predpisali monarhi. Poleg opisa drugih vidikov interakcije med španskimi osvajalci in domačini, s katerimi so se srečevali, so ti zakoni določili posebne načine, kako je treba urediti nova naselja. Poleg določitve postavitve so zakoni zahtevali tudi vzorec postavitve, ki je temeljil na družbenem položaju, v katerem so ljudje z višjim socialnim statusom živeli bližje središču mesta, središču politične, cerkvene in gospodarske moči. Popis prebivalstva Ciudad de Mexico iz leta 1790 kaže, da je bila v trazi res večja koncentracija Špancev (Españoles), vendar v mestu ni bilo absolutne rasne ali razredne segregacije, zlasti ker so elitna gospodinjstva običajno imela nebele služabnike.
Mreža ni bila omejena na španska naselja; Reducciones in Congregaciones (naselja, ki so jih ustvarili španski vladarji v španski Ameriki in španskih Vzhodni Indiji (Filipini)) so bila na podoben mrežni način ustvarjena za Indijance, da bi te populacije organizirali v bolj obvladljive enote za namene obdavčenja, vojaške učinkovitosti in da bi Indijance naučili španske poti.
Sodobna mesta v Latinski Ameriki so zrasla in posledično izbrisala ali pomešala prejšnjo standardno prostorsko in družbeno ureditev mestne krajine. Elite ne živijo vedno bližje mestnemu središču in točkovni prostor, ki ga zasedajo posamezniki, ni nujno odvisen od njihovega družbenega statusa. Osrednji trg, široke ulice in mrežni vzorec so še vedno pogosti elementi v Ciudad de Mexico in Puebli. V sodobnih mestih, zlasti v oddaljenih predelih Latinske Amerike, ni redko, da so ohranili 'postavitev šahovnice' tudi do danes.
Ciudad de Mexico je dober primer, kako so se upoštevali ti odloki pri postavitvi mesta. Pred tem glavno mesto Azteškega imperija, Tenochtitlan, je bil ujet in postavljen pod špansko oblast leta 1521. Po novicah o osvojitvi je kralj poslal navodila, zelo podobna prej omenjeni uredbi iz leta 1513. V nekaterih delih so navodila skoraj dobesedna kot prejšnja. Navodila naj bi osvajalca – Hernán Cortés - usmerjala k temu, kako urediti mesto in kako dodeliti zemljišče Špancem. Vendar je bilo poudarjeno, da je bil Cortés, čeprav je kralj morda poslal veliko takšnih ukazov in navodil drugim konkvistadorjem, morda prvi, ki jih je uresničil. Vztrajal je pri gradnji novega mesta, kjer je stalo Azteško mesto in v novo mrežo vključil značilnosti starega trga. Veliko je bilo doseženega, saj so ga spremljali možje, ki poznajo omrežni sistem in kraljeva navodila. Bistvo je v tem, da je Cortés uresničil načrtovanje in je bil na poti, da dokonča zgradbo v Ciudad de Mexica, še preden so sploh prišli kraljevi odloki, posebej namenjeni njemu. Moški, kot sta Cortés in Alonso García Bravo (ki ga imenujejo tudi 'dober geometer'), so igrali ključno vlogo pri ustvarjanju novih mest Novega sveta, kot jih poznamo.

## Cerkvena in misijonska arhitektura
V krajih gostega avtohtonega naselja, na primer v osrednji Mehiki, so ubožni redovi (frančiškani, dominikanci in avguštinci) gradili cerkve na mestih predšpanskih templjev. V zgodnjem obdobju 'duhovnega osvajanja' je bilo toliko avtohtonih prebivalcev, ki so se udeležili maše, da je bil zgrajen velik atrij na prostem, ki je obdajal prostor znotraj cerkvenega kompleksa, da bi ustvaril povečan sveti prostor brez velikih stroškov gradnje.] Domačine so uporabljali pri gradnji; ker je bilo sveto mesto skupnosti simbol in utelešenje te skupnosti, prizadevanje za ustvarjanje teh struktur ni bilo nujno nezaželeno breme. Ker je Mehika doživela številne epidemije 16. stoletja, ki so drastično zmanjšale velikost avtohtonega prebivalstva osrednje Mehike, so bile pogosto zgrajene cerkve tudi tam, kjer je živelo malo Indijancev, na primer avguštinska cerkev v Acolmanu v Mehiki. Različni revni redovi so imeli različne sloge gradnje. Frančiškani so zgradili velike cerkve, da bi lahko sprejeli nove vernike, dominikanske cerkve so bile zelo okrašene, avguštinske cerkve pa so njihovi kritiki označevali za razkošne in luksuzne.
Misijonske cerkve so bile pogosto preprosto zasnovane. Ko so iz osrednje Mehike izrinili mendicante in ker so jezuiti tudi evangelizirali Indijance na severu Mehike, so v okviru večjega kompleksa zgradili misijonske cerkve z bivalnimi prostori in delavnicami za indijanske prebivalce. Za razliko od osrednje Mehike, kjer so bile cerkve zgrajene v obstoječih avtohtonih mestih, je na meji, kjer domorodci niso živeli v takih naseljih, nastal misijonski kompleks. V Srednji Ameriki so cerkve zgradili, kjer je že obstajalo avtohtono mesto, kot v primeru mesta Comayagua v Hondurasu, ki se nahaja v dolini, ki je bila naseljena z domačimi prebivalci, podobno kot v primeru Mehiške doline. Prvi cerkvi, ki so jo zgradili frančiškani za evangelizacijo prebivalstva, sta bili cerkev San Francisca in Iglesia de la Merced ter kasneje stolnica. V preostali Ameriki so oblasti sledile podobnemu vzorcu.

## Španska Vzhodna Indija
Prihod Špancev leta 1571 je na Filipine prinesel evropsko kolonialno arhitekturo. Evropska arhitektura, ki je bila posebej primerna za vroče trope novega ozemlja Daljnega vzhoda, je bila prek Acapulca v Mehiki prenesena v edinstven filipinski slog. Nipa hut ali Bahay Kubo avtohtonih Filipincev je prepustila mesto Bahay Na Bato ('kamnita hiša'). 
Hiše Bahay Filipino so sledile ureditvam koč, kot so odprto prezračevanje in dvignjeni apartmaji. Najbolj očitna razlika med filipinskimi hišami bi bili materiali, ki so bili uporabljeni za njihovo gradnjo. Bahay Na Bato je imela španski in kitajski vpliv. Njen najpogostejši videz je podoben videzu Nipa hut, ki stoji na kamnitih ali opečnih blokih v španskem slogu kot temelj, namesto le lesenih ali bambusovih hoduljah, običajno s trdnimi kamnitimi temelji ali opečnimi spodnjimi stenami in previsnimi, lesenimi zgornjimi nadstropji z balustrado Ventanillas in drsnimi okni iz lupine školjk Placuna placenta  ter kitajsko streho ali včasih streho Nipa, ki jih danes nadomešča pocinkana streha. Danes se te hiše pogosteje imenujejo predniške hiše, saj je večina hiš prednikov na Filipinih Bahay Na Bato.
Potresni barok je slog baročne arhitekture iz Filipinov, ki je v 17. in 18. stoletju utrpel uničujoče potrese, kjer so bile velike javne stavbe, kot so cerkve, obnovljene v baročnem slogu. Na Filipinih je zaradi uničenja prejšnjih cerkva zaradi pogostih potresov proporci cerkve nižji in širši; stranske stene so bile debelejše in močno podprte za stabilnost med tresenjem. Zgornje konstrukcije so bile izdelane iz lažjih materialov.
Zvoniki so običajno nižji in močnejši v primerjavi s stolpi v manj potresno aktivnih predelih sveta. Stolpi imajo v spodnjih nivojih debelejši obseg, ki se postopoma zoži do najvišje ravni. V nekaterih filipinskih cerkvah so nekateri zvoniki ločeni od glavne cerkvene stavbe, razen da delujejo kot stražarnice proti piratom, da bi se izognili škodi v primeru padca zvonika zaradi potresa.

## Galerija
- Nekdanji samostan San Agustín, mesto Querétaro, Mehika
- Misijon Sao Miguel das Missões, Rio Grande do Sul, Brazilija
- Stolnica v Havani, Kuba
- Stolnica bazilika Santo Domingo, Dominikanska republika
- Samostanska cerkev San Francisco, Quito, Ekvador
- Kovnica v Potosíju, Bolivija
- Stolnica Tegucigalpa, Honduras
- Stolnica bazilika v Limi, Peru
- Castillo de San Marcos, Florida, ZDA
- Iglesia de La Merced, Antigua Guatemala
- Bazilika Taal, Filipini
- Palača guvernerjev, Santa Fe, ZDA
- Cerkev misijonov, Concepción, departma Santa Cruz, Bolivija
- Compañía de Jesús, Panama
- Cerkev v Paoayju, Ilocos Norte, Filipini
- Cerkev Santa María de Loreto, Achao, cerkve Chiloé, arhitektura kolonialnega Chilotana, Čile
- Alhóndiga de Granaditas, Guanajuato, Mehika
- Morelia akvadukt, Morelia, Mehika